# Živko Drašković
Živko Drašković (Solin, 10. kolovoza 1915. – Split, 29. rujna 1994. ), hrvatski nogometaš, igrač Hajduka iz tridesetih godina 20. stoljeća. Prvi službeni nastup za Hajduk ima 18. kolovoza 1934. za kvalifikacijski dio prvenstva protiv SAŠK-a u Sarajevu koja je završila s 3:2 za domaćina; strijelci za Hajduk bili su Vlade Kragić i Leo Lemešić.
Odigrao je ukupno 52 utakmice i postigao 13 golova (nijedan službeni). Četiri utakmice su mu prvenstvene a dvije je odigrao za Kup; ostale su sve prijateljske.
Bio je komesar ratnog Hajduka.
Statistika u Hajduku
| Natjecanje        | Nastupi | Zgoditci |
| ----------------- | ------- | -------- |
| Prvenstvo         | 4       | 0        |
| Kup               | 2       | 0        |
| Superkup          | 0       | 0        |
| Međunarodne       | 0       | 0        |
| Splitski podsavez | 0       | 0        |
| Ukupno            | 6       | 0        |
| Prijateljske      | 46      | 13       |
| Sveukupno         | 52      | 13       |